# Waldsieversdorf
Waldsieversdorf település Németországban, azon belül Brandenburgban. Lakosainak száma 846 fő (2023. december 31.).

## Népesség
A település népességének változása:
| Lakosok száma | 809  | 798  | 833  | 851  | 846  |
|               | 2017 | 2019 | 2021 | 2022 | 2023 |